# Brădeni
Brădeni – wieś w Rumunii, w okręgu Sybin, w gminie Brădeni. W 2011 roku liczyła 863 mieszkańców.